# Cornutorogas javensis
Cornutorogas javensis är en stekelart som beskrevs av Van Achterberg 2004. Cornutorogas javensis ingår i släktet Cornutorogas och familjen bracksteklar. Inga underarter finns listade i Catalogue of Life.